# Gouvernement Rybinsk
Das Gouvernement Rybinsk (russisch Ры́бинская губе́рния, Rybinskaja gubernija) war ein von 1921 bis 1923 bestehendes Gouvernement in der Russischen SFSR, die ihrerseits am 30. Dezember 1922 Teil der Sowjetunion wurde. Der Verwaltungssitz befand sich in der namensgebenden Stadt Rybinsk.
Das Gouvernement wurde am 3. Februar 1921 durch Ausgliederung der fünf westlichen (von zu diesem Zeitpunkt zehn) Ujesde des Gouvernements Jaroslawl gebildet. Diese fünf Ujesde (Mologa, Myschkin, Poschechonje-Wolodarsk, Rybinsk und Uglitsch) umfassten etwa 55 % der Fläche und 46 % der Bevölkerung des Gouvernements Jaroslawl, gemessen an den Angaben der Volkszählung von 1897 (inzwischen war allerdings ein Teil des Ujesds Poschechonje-Wolodarsk an das 1918 gebildete Gouvernement Tscherepowez abgegeben worden).
Am 25. April 1921 wurden auch die zwei nördlichsten Ujesde Krasny Cholm und Wessjegonsk des Gouvernement Twer (von zu diesem Zeitpunkt insgesamt 14) an das neugebildete Gouvernement Rybinsk abgegeben. Am 2. März 1922 ging dafür ein Teil (die Wolost Wassilkowskaja) des Ujesds Myschkin des Gouvernements Rybinsk an den Ujesd Kaschin des Gouvernements Twer.
1922 hatte das Gouvernement Rybinsk etwa 769.000 Einwohner auf einer Fläche von gut 29.200 km²; die Bevölkerungsdichte betrug somit gut 26 Einwohner pro Quadratkilometer.
Bereits zwei Jahre nach seiner Gründung, am 15. Februar 1923, wurde das Gouvernement Rybinsk wieder aufgelöst und seine Ujesde an die ursprünglichen Gouvernements zurückgegeben.
Die Territorien der ursprünglich fünf Ujesde des Gouvernements Jaroslawl, die dem Gouvernement Rybinsk angehörten (der Ujesd Myschkin war mittlerweile, im November 1923, aufgelöst worden), entsprachen nach dem Aufgehen des Gouvernements Jaroslawl in der Industrie-Oblast Iwanowo 1929 weitgehend deren Okrug Rybinsk.
Heute liegt der größte Teil des Gebietes in der Oblast Jaroslawl, der ehemals zum Gouvernement Twer gehörende Teil weitgehend in der Oblast Twer, wobei der Grenzverlauf geringfügig geändert wurde, und nur ein kleiner Teil um Pestowo im Nordwesten in der Oblast Nowgorod.